# Patrick Henry
Patrick Henry (n. 29 mai 1736, Virginia, SUA – d. 6 iunie 1799, Virginia, SUA) a fost una din figurile proeminente ale Revoluției americane, unul dintre „părinții fondatori” ai națiunii americane, cunoscut și amintit în special pentru celebrul său discurs de la a doua Convenție din Virginia (1775) „Dați-mi libertate sau dați-mi moarte!” (engleză Give me liberty or give me death). Împreună cu Samuel Adams și Thomas Paine, Henry a fost unul dintre cei mai influenți și radicali susținători ai Revoluției americane și al republicanismului în Statele Unite, în special în denunțările sale privind oficialii guvernamentali corupți, respectiv a susținerii și apărării drepturilor istorice. A servit ca primul și al șaselea guvernator post-colonial al Virginiei din 1776 până în 1779 și din 1784 până în 1786.
Originar din comitatul Hanover, Virginia, Henry a fost educat în primul rând acasă. După o întreprindere fără succes în conducerea unui magazin și după asistarea socrului său la Taverna Hanovra, a devenit avocat fiind un autodidact. Și-a început practica în avocatură în 1760 și a devenit în curând proeminent prin victoria sa în Parson's Cause împotriva clerului anglican. A fost ales în Camera Burghezilor a Virginiei  unde a devenit rapid remarcat pentru retorica sa inflamatoare împotriva Legii Timbrului din 1765.
În 1774, Henry a servit ca delegat la Primul Congres continental, unde a semnat petiția către rege (la care a ajutat în redactare) și Asociația Continentală. El a câștigat și mai multă popularitate în rândul oamenilor din Virginia, atât prin oratoriul său la convenție, cât și prin marșul trupelor către capitala colonială Williamsburg, după incidentul prafului de pușcă, până când munițiile confiscate de guvernul regal au fost plătite. Henry a cerut independența, iar când a cincea Convenție din Virginia a aprobat acest lucru în 1776, a făcut parte din comitetul însărcinat cu redactarea Declarației Drepturilor din Virginia și a Constituției originale din Virginia. Henry a fost ales prompt guvernator în conformitate cu noua cartă și a servit un total de cinci mandate de un an.
După ce a părăsit mandatul de guvernator în 1779, Henry a servit în Casa Delegaților din Virginia până când și-a început ultimele două perioade ca guvernator în 1784. Acțiunile guvernului național sub egida articolelor Confederației l-au făcut pe Henry să se teamă de un guvern federal puternic și a refuzat numirea ca delegat la Convenția Constituțională din 1787. El s-a opus în mod activ ratificării Constituției Statelor Unite, temându-se atât de un guvern central puternic, cât și pentru că încă nu exista Carta Drepturilor. S-a întors la practica dreptului în ultimii săi ani, refuzând mai multe funcții sub guvernul federal. Deținător de sclavi de-a lungul vieții sale adulte, el spera ca obiceiul să se sfârșească, dar nu avea niciun plan în afară de a pune capăt importului de sclavi. Henry este amintit pentru oratorie și ca un promotor entuziast al luptei pentru independență.